# Llista de característiques d'albedo de Tità
En aquest article només es mostra els noms oficials aprovats per la Unió Astronòmica Internacional (UAI).
Aquesta és una llista de característiques d'albedo amb nom de Tità, un dels satèl·lits naturals de Saturn, descobert el 1655 per l'astrònom Christiaan Huygen (1629-1695).

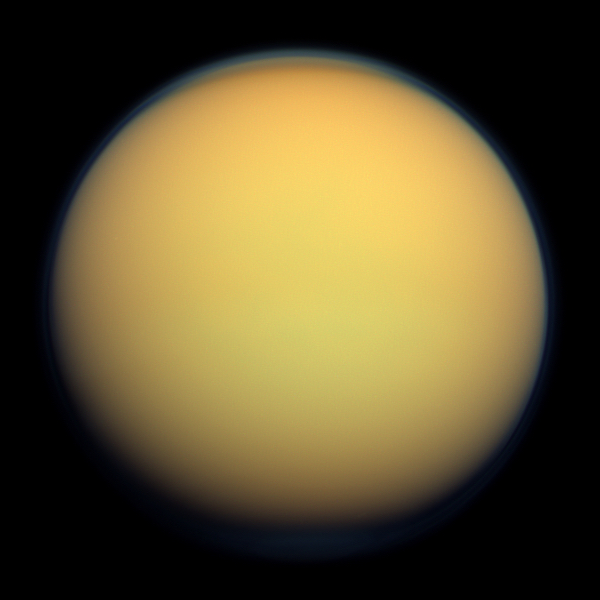
Imatge de Tità (color veritable) realitzada per les sondes espacials Cassini-Huygens a una distància de 191.000 km, 2012. L'atmosfera de Tità fa que la lluna més grossa de Saturn sembli una bola de color taronja.
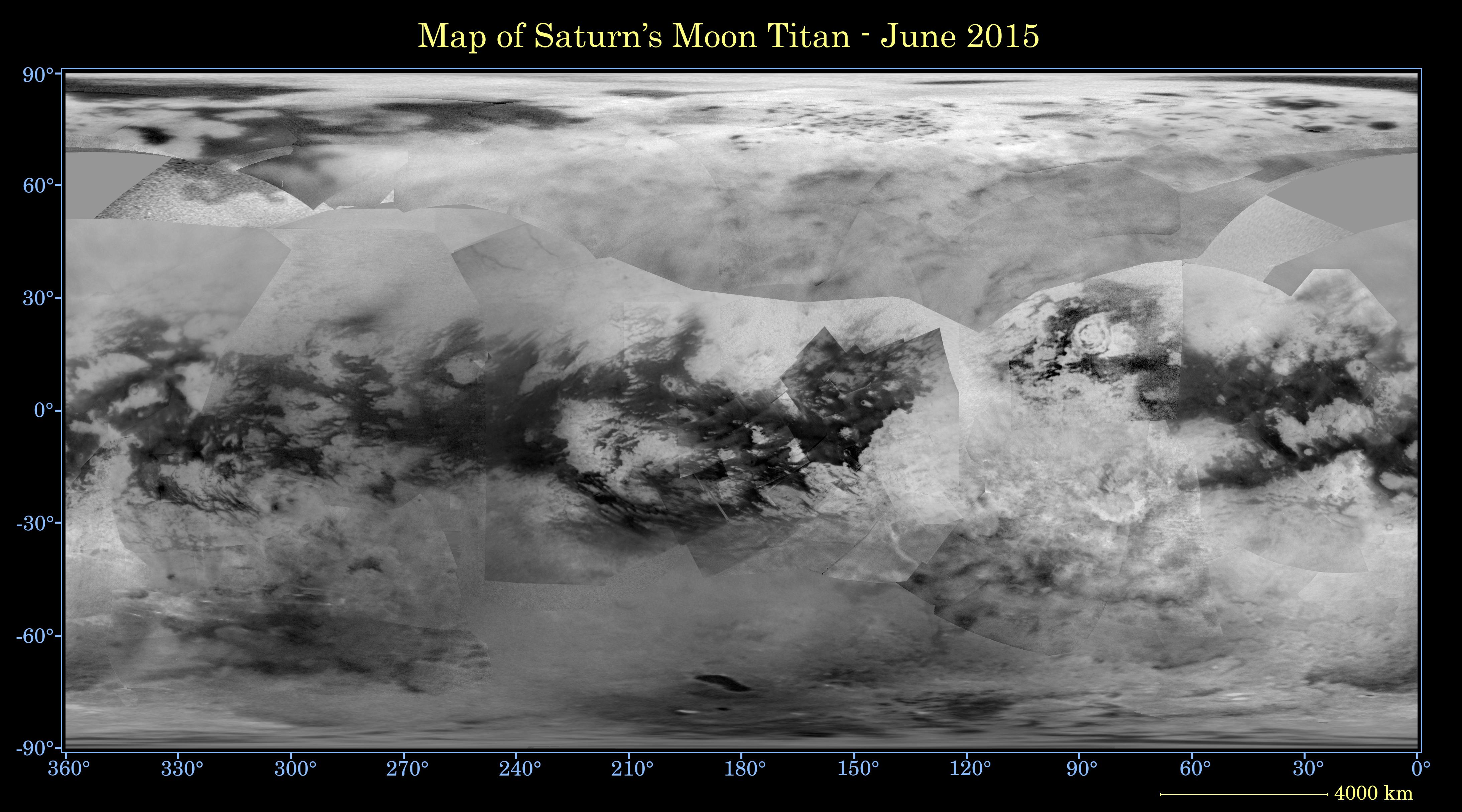
Mapa topogràfic de Tità realitzar a partir de les imatges rebudes de les sondes espacials Cassini-Huygens, 2015
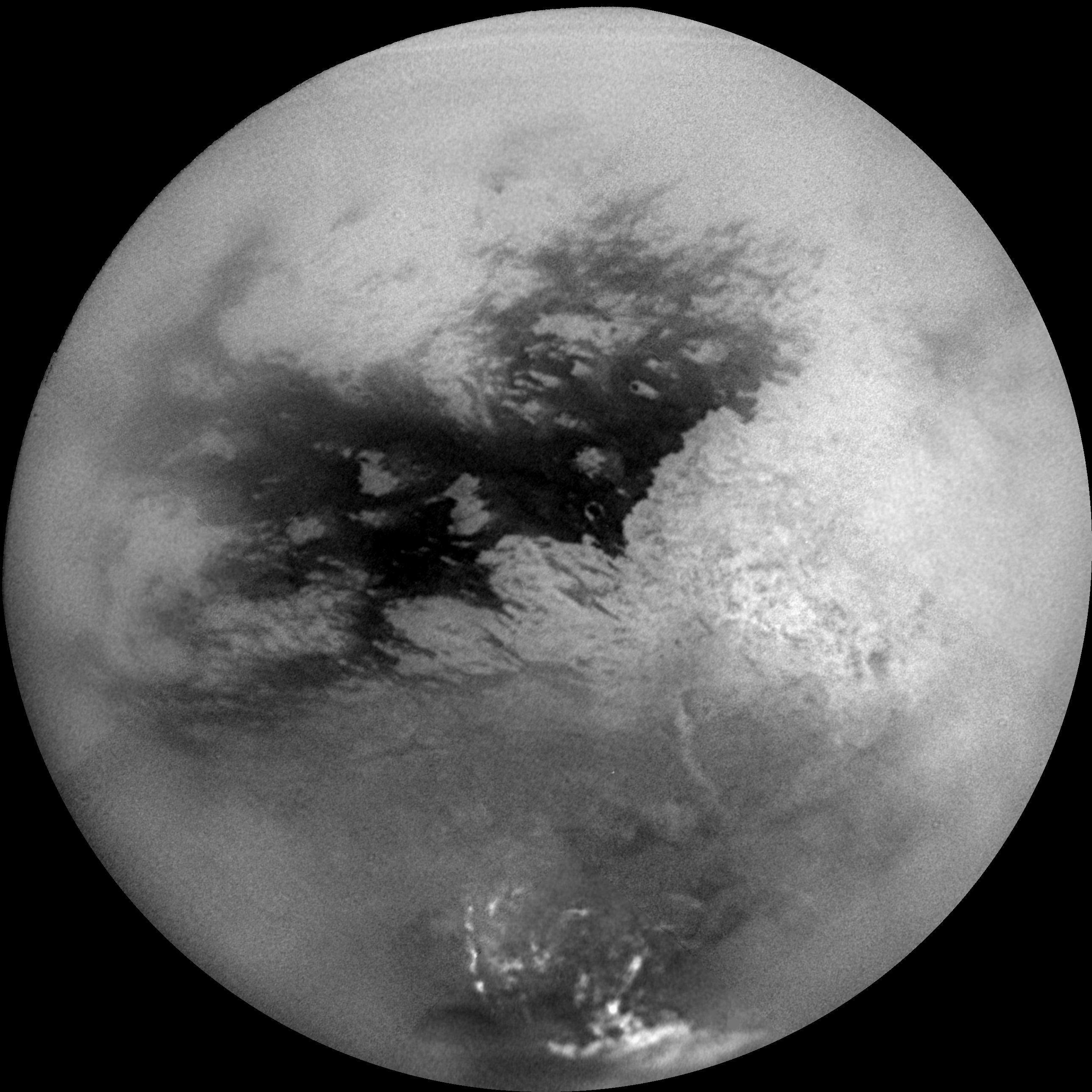
Xanadu és l'àrea brillant al centredreta d'aquesta imatge. Shangri-La és la regió fosca més extensa al centre.

Van ser una de les primeres característiques de la superfície del satèl·lit per la qual la UAI va establir un nom el 2006. Es van identificar gràcies a les imatges dels primers sobrevols de la sonda espacial Cassini.

## Llista
Les característiques d'albedo de Tità porten els noms de llocs mítics de vàries cultures.
La latitud i la longitud es donen com a coordenades planetogràfiques amb longitud oest (+ Oest; 0-360).
| Característica d'albedo | Coordenades                | Diàmetre (km) | Epònim | Ref.  |
| ----------------------- | -------------------------- | ------------- | --- | ----- |
| Aaru                    | 10° N, 340° O / 10°N,340°O | 0             | Aaru - Els camps dels morts en la religió egípcia.                                                                          | WGPSN |
| Adiri                   | 10° S, 210° O / 10°S,210°O | 0             | Adiri - L'altre món en la cultura dels pobles de la Melanesia.                                                              | WGPSN |
| Aztlan                  | 10° S, 20° O / 10°S,20°O   | 0             | Aztlán - Llar ancestral llegendària dels asteques.                                                                          | WGPSN |
| Belet                   | 5° S, 255° O / 5°S,255°O   | 0             | Belet - L'altre món en la cultura dels malais.                                                                              | WGPSN |
| Ching-tu                | 30° S, 205° O / 30°S,205°O | 0             | Ching-T'u - El paradís dels budistes.                                                                                       | WGPSN |
| Dilmun                  | 15° N, 175° O / 15°N,175°O | 0             | Dilmun - El paradís dels sumeris.                                                                                           | WGPSN |
| Fensal                  | 5° N, 30° O / 5°N,30°O     | 0             | Fensal - La mítica residència de Frigg en la mitologia nòrdica.                                                             | WGPSN |
| Mezzoramia              | 70° S, 0° O / 70°S,-0°E    | 0             | Mezzoramia - Oasi mític al desert africà de la història Les aventures del senyor Gaudenzio di Lucca de Simon Berington.     | WGPSN |
| Quivira                 | 0° N, 15° O / 0°N,15°O     | 0             | Quivira - Ciutat llegendària del sud-oest dels Estats Units buscada per Francisco Vázquez de Coronado i altres exploradors. | WGPSN |
| Senkyo                  | 5° S, 320° O / 5°S,320°O   | 0             | Senkyo - Regne ideal i de serenitat en la cultura japonesa.                                                                 | WGPSN |
| Shangri-La              | 10° S, 165° O / 10°S,165°O | 0             | Shangri-La -Lloc imaginari del Tibet descrit a la novel·la Horitzonts perduts de James Hilton.                              | WGPSN |
| Tsegihi                 | 40° S, 10° O / 40°S,10°O   | 0             | Tsegihi - Lloc sagrat dels navajo.                                                                                          | WGPSN |
| Xanadu                  | 15° S, 100° O / 15°S,100°O | 3.400         | Xanadú - Lloc imaginari descrit al poema Kubla Klan de Samuel Taylor Coleridge.                                             | WGPSN |